# 青天井のクラウン
「青天井のクラウン」（あおてんじょうのクラウン／CLOWN UNDER THE SKY）は、1999年1月21日に発売された、 ソウル・フラワー・ユニオンのシングル。

## 解説
「青天井のクラウン」は、メンバーの中川敬と河村博司のペンによるボードビル、キャバレー・ジャズ調の楽曲。
歌詞は、すべての大道芸人（ひいては芸人全般）に捧げられている。間奏のトロンボーン・ソロは、大原裕によるものである。
ソウルフラワーユニオンのアルバム『ウィンズ・フェアグラウンド』（'99）にも収録されている。
NHK『みんなのうた』で放送された。初回OA期間は、1998年12月から1999年1月の間
（OAされた楽曲サイズはショート・エディット・ヴァージョンであった）。
このシングルは、NHK『みんなのうた』に使用されたため、アルバム『ウィンズ・フェアグラウンド』（'99）のリリースに先駆け、急遽リリースされたものである。
なお、シングルのジャケットには『みんなのうた』で使用された下條ユリによるイラストが使われている。

## 収録曲
1. 青天井のクラウン CLOWN UNDER THE SKY
2. 満月の夕 MANGETSU NO YUBE (A FULL MOON EVENING)[4]